# Натанги

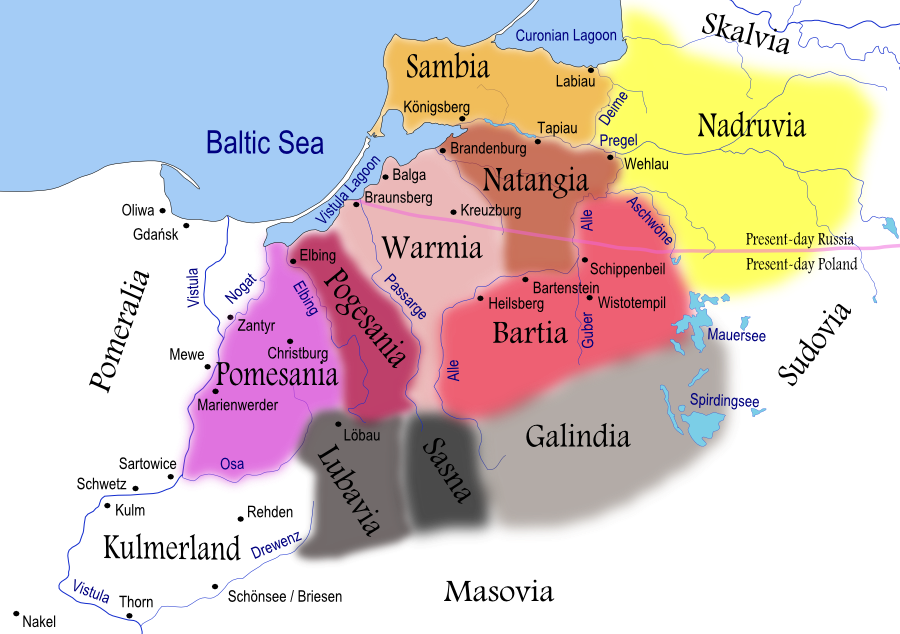
Натанги и другие прусские племена в XIII веке

Натанги (прусск. Notangi, лит. Notangai, нем. Natanger) — одно из древнепрусских племён, жившее на территории нынешней Калининградской области.
В XIII веке, когда Тевтонский Орден начал крестовые походы против пруссов, около 15000 натангов проживали на землях между реками Преголя и Лава. Земли их граничили с Самбией на севере и Вармией на юге. Натанги говорили на диалекте древнепрусского языка.

## История
Натанги впервые упомянуты в мирном договоре 1238 года между Тевтонским Орденом и Свентопелком II. Дзежгоньский договор 1249 года, гарантировавший личную свободу новообращённым христианам, распространялся и на натангов. Однако договор игнорировал основные причины конфликта, и в ноябре 1249 года натанги убили 54 рыцаря в битве под Крюкеном. Однако радость была недолгой, Орден быстро восстановил силы и всего два года спустя продолжил предпринимать крестовые походы. В 1255 году тевтонские рыцари построили Кёнигсберг в устье Преголи, прямо на границе Натангии и Самбии.
Во время Большого прусского мятежа (1260—1274) натанги избрали своим вождём Геркуса Мантаса, получившего образование в Германии. Поначалу он добился некоторого успеха и разбил рыцарей в битвах при Покарвисе и при Любаве. Однако повстанцы не смогли взять замки Тевтонского Ордена и утратили боевой дух. Геркус, ставший самым выдающимся лидером пруссов, был пленён и повешен в 1273 г. Знать натангов подчинилась немцам, которые обещали дать им привилегии и не трогать их имущество. В последний раз натанги, ведомые Сабинасом и Стантой, восстали в 1295 г.
Натанги сохраняли родной язык и обычаи до XVII века. Затем, в конце XVII — начале XVIII века, они окончательно растворились в пришлом немецком населении и перешли на немецкий язык, однако называли себя натангами до 1945 года, и даже местная газета города Гурово-Илавецке называлась с 1919 г. «Natanger Zeitung».